# Neottia borealis
Neottia borealis là một loài thực vật có hoa trong họ Lan. Loài này được (Morong) Szlach. mô tả khoa học đầu tiên năm 1995.